# Calenzano
Calenzano is een gemeente in de Italiaanse provincie Florence (regio Toscane) en telt 15.557 inwoners (31-12-2004). De oppervlakte bedraagt 76,9 km², de bevolkingsdichtheid is 202 inwoners per km².
De volgende frazioni maken deel uit van de gemeente: Baroncoli,Carraia, Collina, Croci di Calenzano, Leccio, Legri, Osteria degli Alberi, Querciola, San Donato, San Pietro in Casaglia, Secciano, Settimello, Sommaia, Spazzavento, Travalle.

## Demografie
Calenzano telt ongeveer 5968 huishoudens. Het aantal inwoners steeg in de periode 1991-2001 met 0,6% volgens cijfers uit de tienjaarlijkse volkstellingen van ISTAT.
| Jaar | Inwoneraantal |
| ---- | ------------- |
| 1991 | 14.959        |
| 2001 | 15.042        |

## Geografie
De gemeente ligt op ongeveer 108 m boven zeeniveau.
Calenzano grenst aan de volgende gemeenten: Barberino di Mugello, Campi Bisenzio, Prato (PO), San Piero a Sieve, Sesto Fiorentino, Vaglia, Vaiano (PO).

## Externe link

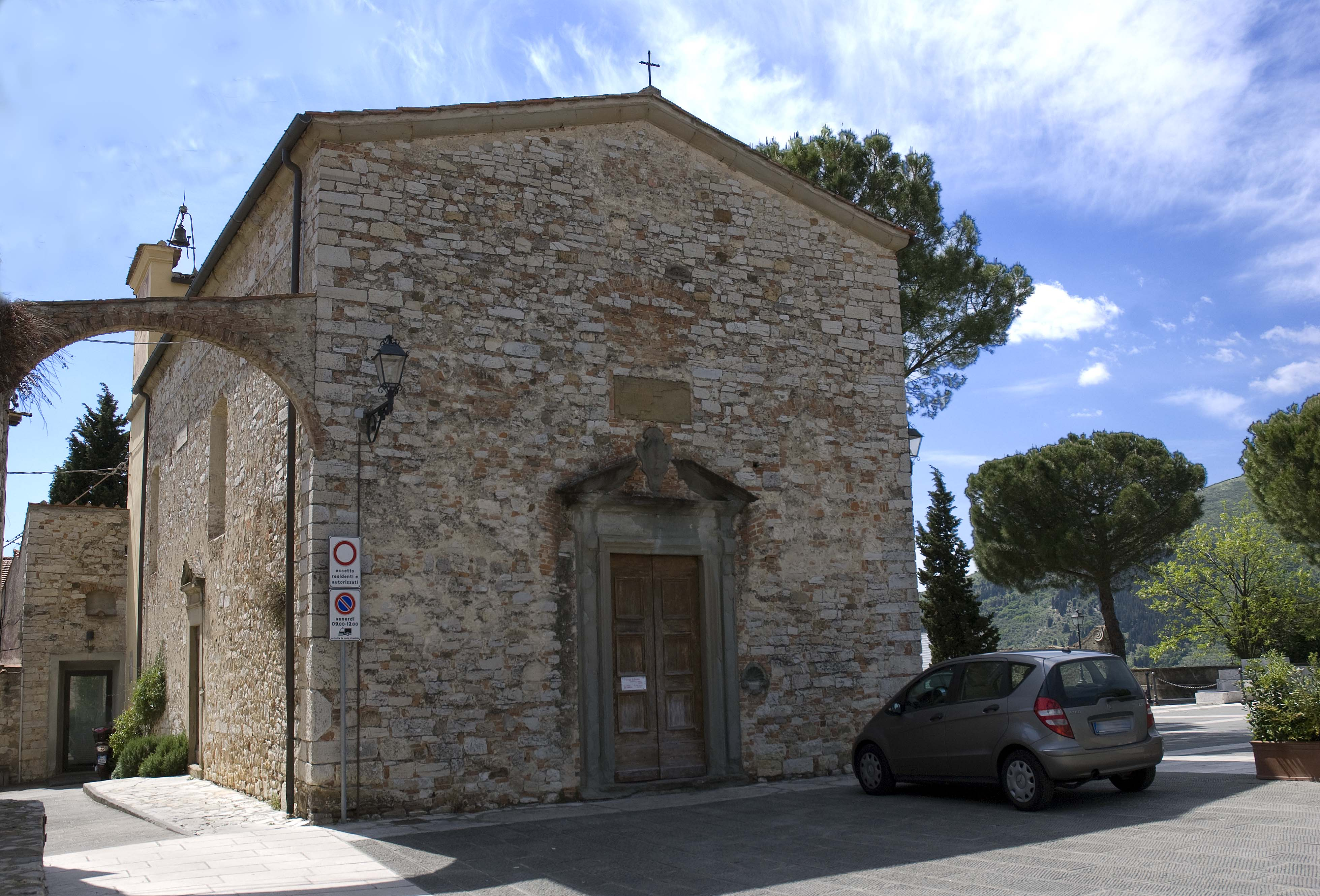
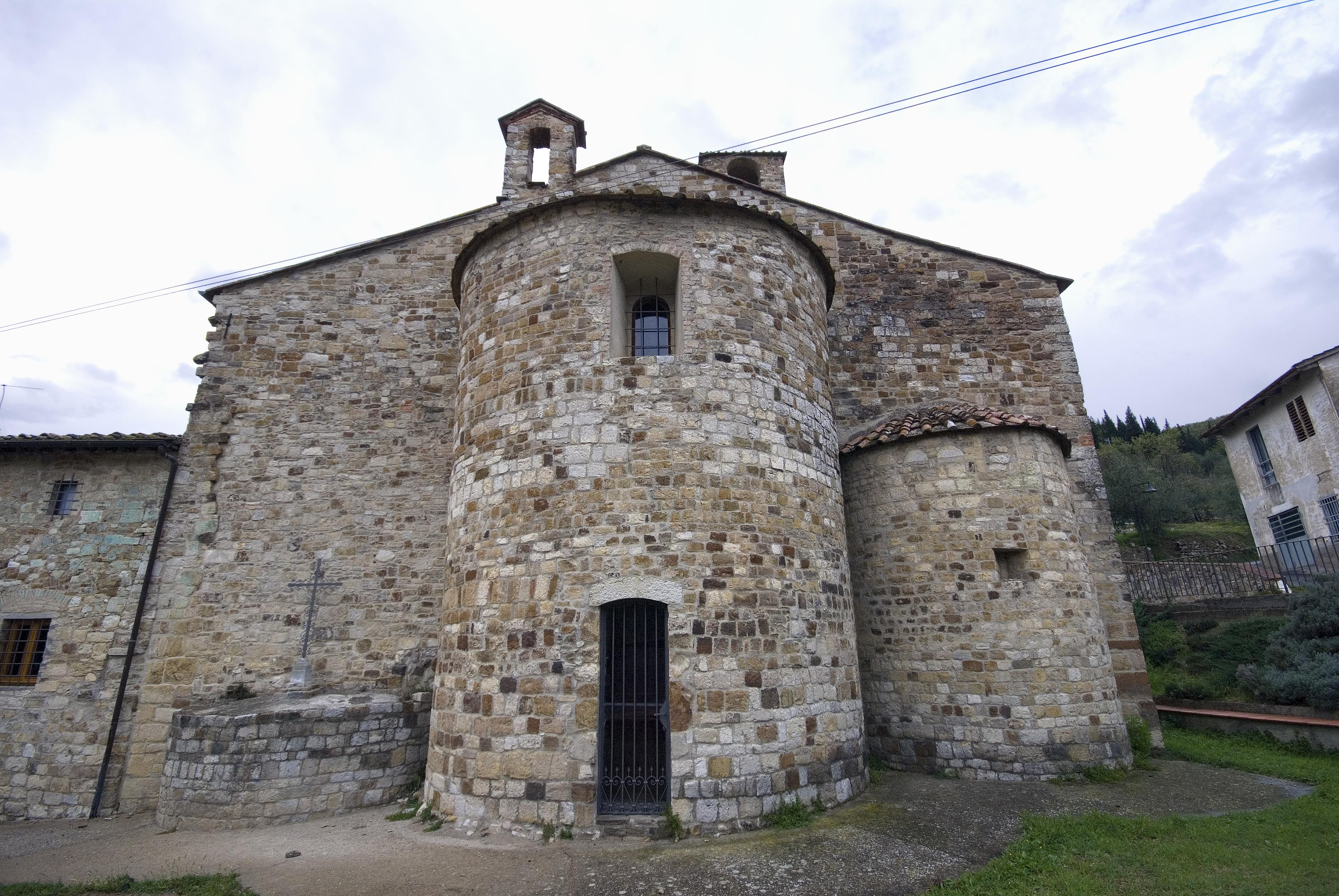
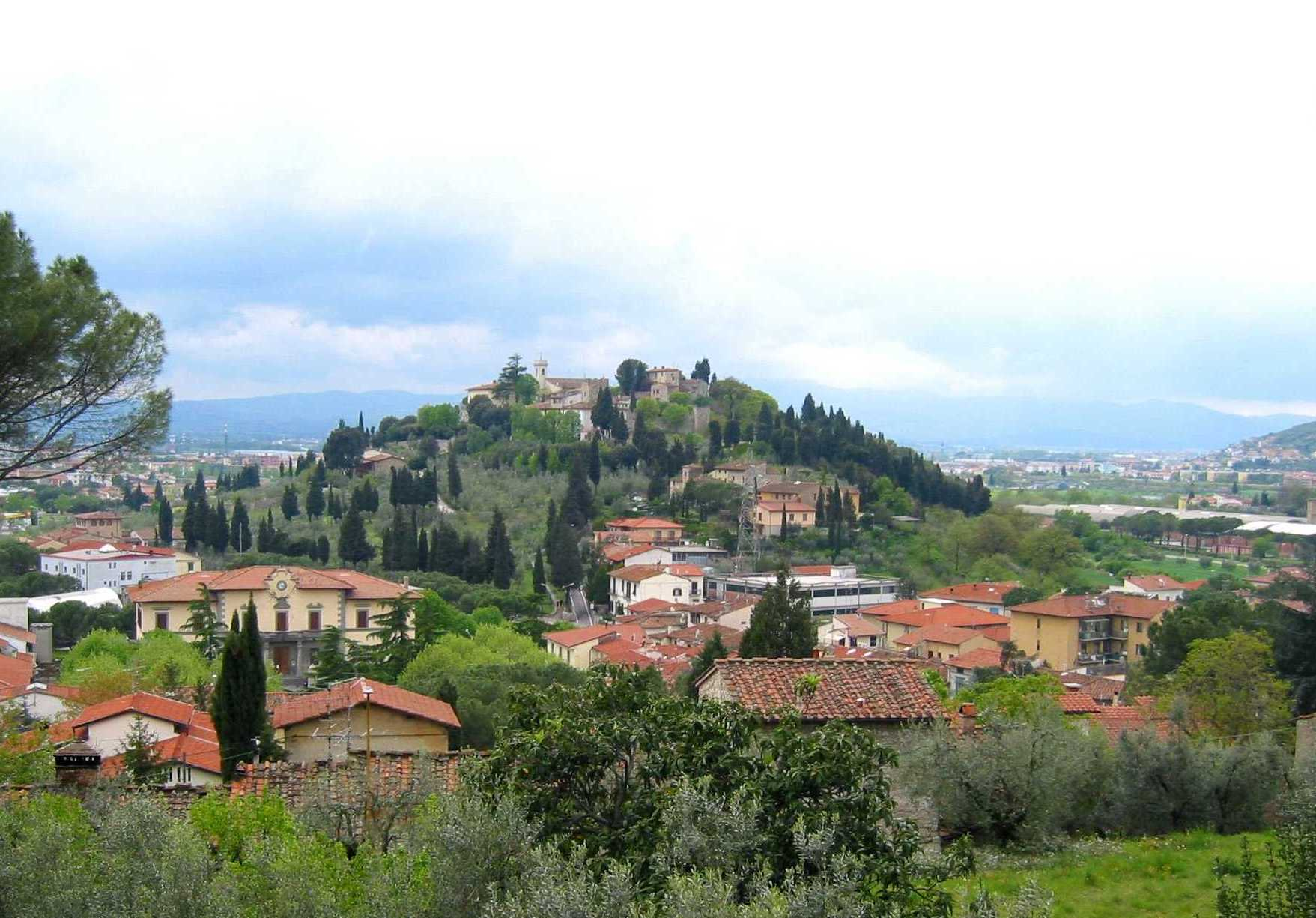
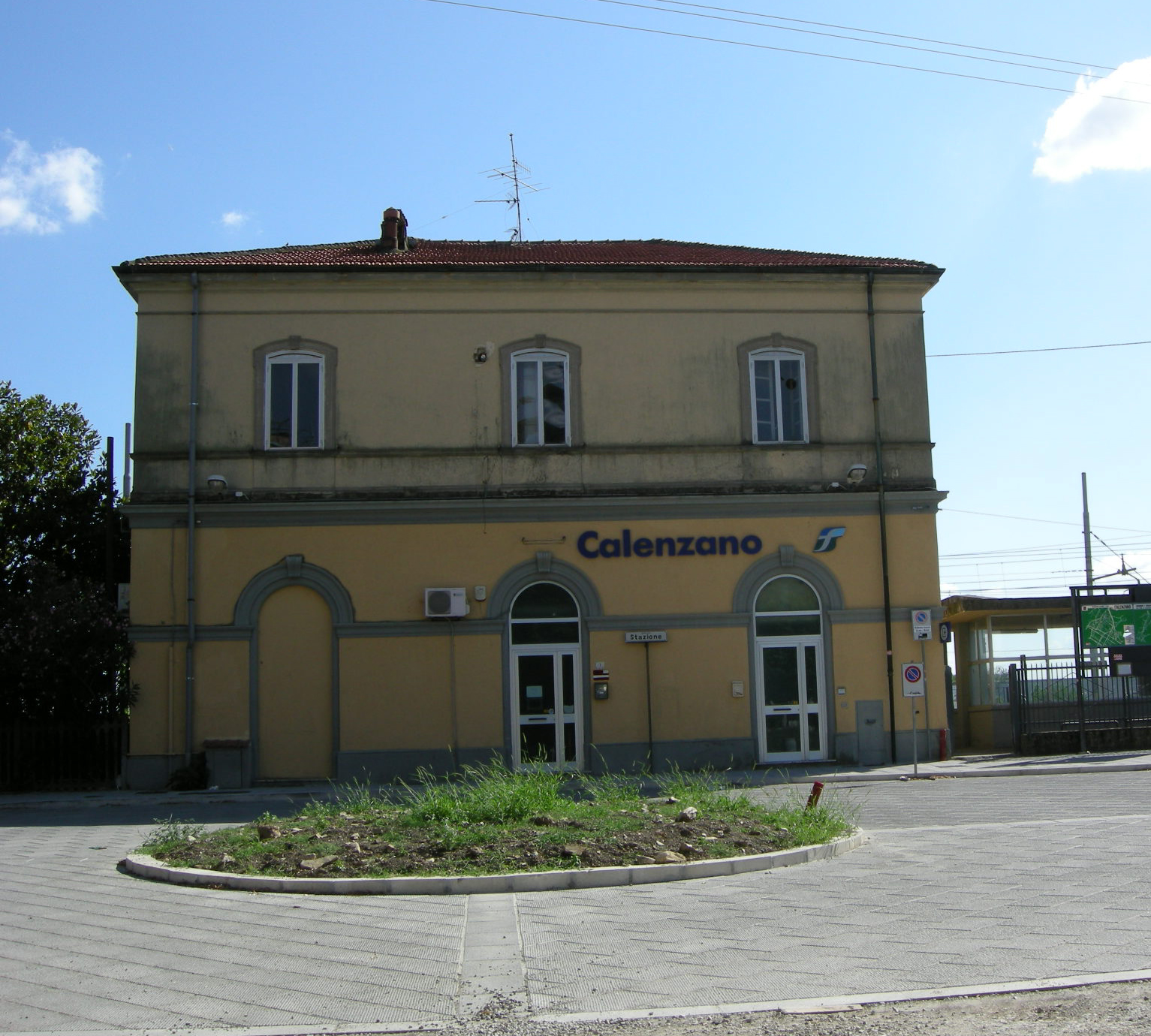